# NGC 7608
NGC 7608 é uma galáxia espiral (Sbc) localizada na direcção da constelação de Pegasus. Possui uma declinação de +08° 21' 01" e uma ascensão recta de 23 horas, 19 minutos e 15,3 segundos.
A galáxia NGC 7608 foi descoberta em 25 de Novembro de 1864 por Albert Marth.